# Jin Jong-oh
Jin Jong-oh (kor. 진종오; ur. 24 września 1979 r. w Chuncheon) – południowokoreański strzelec sportowy specjalizujący się w konkurencjach pistoletowych, czterokrotny mistrz i dwukrotny wicemistrz olimpijski, wielokrotny mistrz świata.
Jest złotym (pistolet dowolny) i srebrnym (pistolet pneumatyczny) medalistą igrzysk olimpijskich w 2008 roku i zdobywcą srebrnego medalu w 2004 roku w strzelaniu z pistoletu dowolnego i piątego miejsca z pistoletu pneumatycznego. W 2012 roku, w Londynie, zdobył złote medale w konkurencji pistoletu pneumatycznego i pistoletu dowolnego. W drugiej z nich obronił tytuł cztery lata później w Rio de Janeiro.

## Igrzyska olimpijskie
| Igrzyska | Miejscowość    | Konkurencja                 | Kwalifikacje | Kwalifikacje | Finał | Finał   |
| Igrzyska | Miejscowość    | Konkurencja                 | Wynik        | Pozycja      | Wynik | Pozycja |
| -------- | -------------- | --------------------------- | ------------ | ------------ | ----- | ------- |
| IO 2004  | Ateny          | Pistolet pneumatyczny, 10 m | 582          | 7. Q         | 682,9 | 5.      |
| IO 2004  | Ateny          | Pistolet dowolny, 50 m      | 567          | 1. Q         | 661,5 | srebro  |
| IO 2008  | Pekin          | Pistolet pneumatyczny, 10 m | 584          | 2. Q         | 684,5 | srebro  |
| IO 2008  | Pekin          | Pistolet dowolny, 50 m      | 563          | 6. Q         | 660,4 | złoto   |
| IO 2012  | Londyn         | Pistolet pneumatyczny, 10 m | 588          | 1. Q         | 688,2 | złoto   |
| IO 2012  | Londyn         | Pistolet dowolny, 50 m      | 569          | 1. Q         | 662,0 | złoto   |
| IO 2016  | Rio de Janeiro | Pistolet pneumatyczny, 10 m | 584          | 2. Q         | 139,8 | 5.      |
| IO 2016  | Rio de Janeiro | Pistolet dowolny, 50 m      | 567          | 1. Q         | 193,7 | złoto   |